# يغيورن
يغيورن (بالإنجليزية: Jegihorn)‏ هو أحد جبال سلسلة جبال الألب بينيني وجزء من القمة الأم فيسميس يقع في كانتون فاليز، سويسرا. يبلغ ارتفاع الجبل حوالي 3206 متر، بينما يبلغ ارتفاع نتوء الجبل 113 متر.